# 沢田聖子 もうひとつの週末
沢田聖子 もうひとつの週末（さわだしょうこ もうひとつのしゅうまつ）は、かつて沢田聖子が放送していたラジオ番組。現在終了。

## 概要
同じJFN系列のDate fmとAIR-G'で毎週土曜の夕方に放送されていた番組。AIR-G'の番組はDate fmより数年後に後発で始まる。同タイトルの番組ながら、2局の放送内容は全く異なる企画ネット番組。それに伴い、両番組宛ての郵便物の宛先やメールアドレスは個別のものになっていた。後述で仙台のDate fmの番組と、北海道のAIR-G'の番組をそれぞれを分けて説明。

## Date fm
放送時間は、毎週土曜日の18:00 - 18:30（JST）。三洋住宅産業の一社提供。
沢田聖子が同局でレギュラー番組を担当するのは、『トワイライトスケッチ』、『あなたとアフタヌーン～沢田聖子 with your life（東北電力提供）』以来3度目。当初、仙台発の単独局の放送であったのは、本人が一時期、夫に伴い仙台に在住しながら活動をしていたためである。放送当時に在籍の事務所『ショウコ・ミュージック・カンパニー』（ SMC ）の新人をアシスタントとして出演させるケースが多く、他にもゲスト出演もあり、ほとんどがクロストークであったが、沢田単独の回もたまにあった。2006年3月終了。

### アシスタントでの出演者
- emiko
- ハイカラ
- MIKIKO
- Les.R

## AIR-G'
放送時間は、毎週土曜日の19:30 - 20:00（JST）。富良野観光協会の一社提供。
仙台Date fmよりも後に開始され、こちらは、定期的に富良野プリンスホテル内で沢田聖子他アーティストが行う「チャペルコンサート」の話題を中心に、主に富良野観光や富良野プリンスホテルの宣伝に徹する番組内容であった。サブタイトルとして「富良野 もうひとつの週末」と名付けられていた。2008年12月27日終了。